# Alchemilla legionensis
Alchemilla legionensis är en rosväxtart som beskrevs av S. Fröhner. Alchemilla legionensis ingår i släktet daggkåpor, och familjen rosväxter. Inga underarter finns listade i Catalogue of Life.